# Combreux
Combreux ist eine französische Gemeinde im Département Loiret in der Region Centre-Val de Loire. Sie hat 270 Einwohner (Stand: 1. Januar 2022), die sich Combreusiens nennen. Combreux gehört zum Arrondissement Orléans und zum Kanton Châteauneuf-sur-Loire.

## Geographie
Combreux liegt etwa 30 Kilometer ostnordöstlich von Orléans am Canal d’Orléans. Umgeben wird Combreux von den Nachbargemeinden Seichebrières im Norden und Nordwesten, Sury-aux-Bois im Osten sowie Vitry-aux-Loges im Süden und Westen.

## Bevölkerungsentwicklung
| 1962                       | 1968 | 1975 | 1982 | 1990 | 1999 | 2006 | 2018 |
| -------------------------- | ---- | ---- | ---- | ---- | ---- | ---- | ---- |
| 206                        | 183  | 163  | 173  | 142  | 202  | 234  | 276  |
| Quellen: Cassini und INSEE |      |      |      |      |      |      |      |

## Sehenswürdigkeiten
- Kirche Saint-Pierre aus dem 19. Jahrhundert
- Schloss Combreux aus dem 16. Jahrhundert, zwischen 1887 und 1905 im neogotischen Stil wieder errichtet

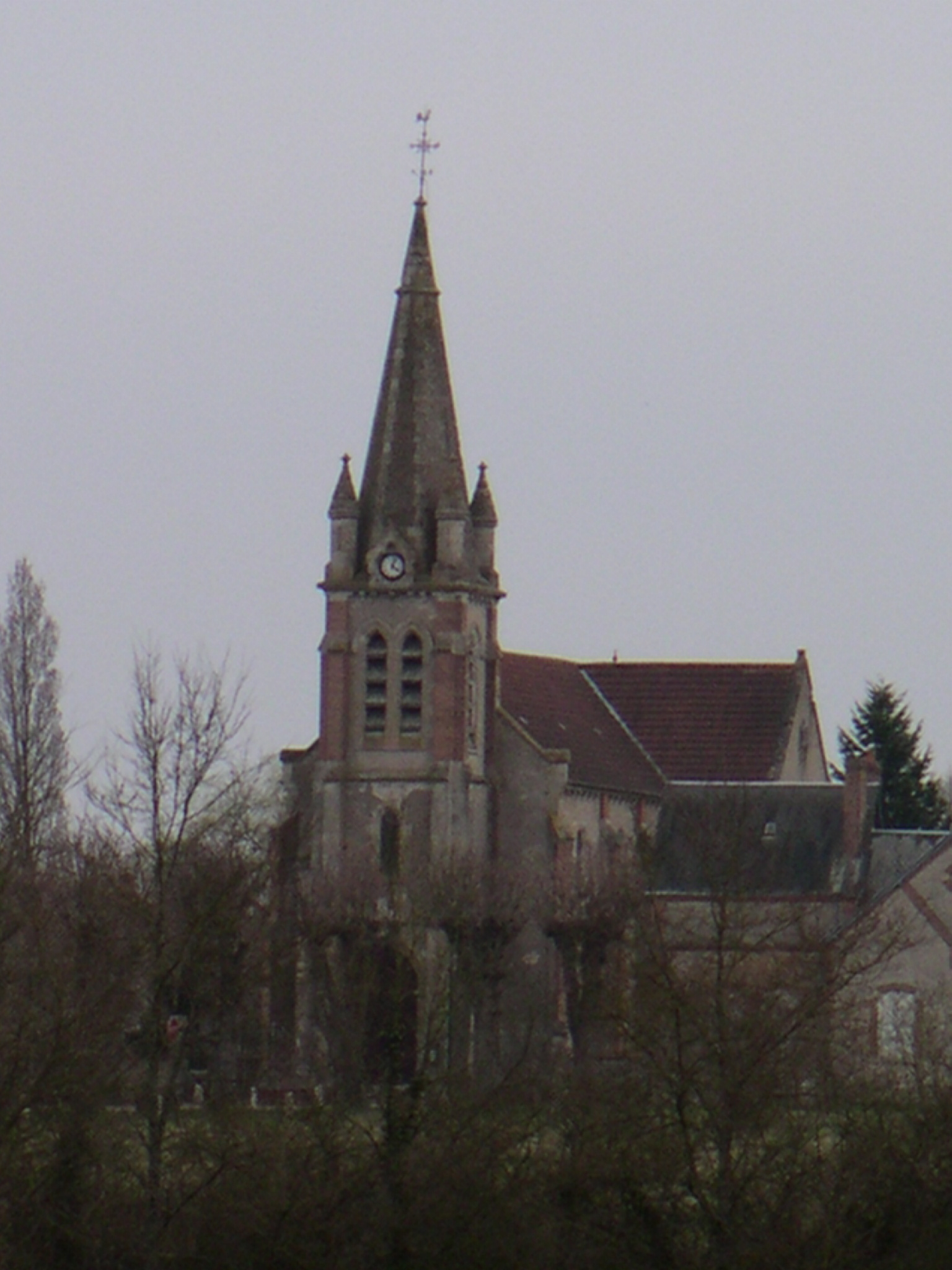
Kirche Saint-Pierre
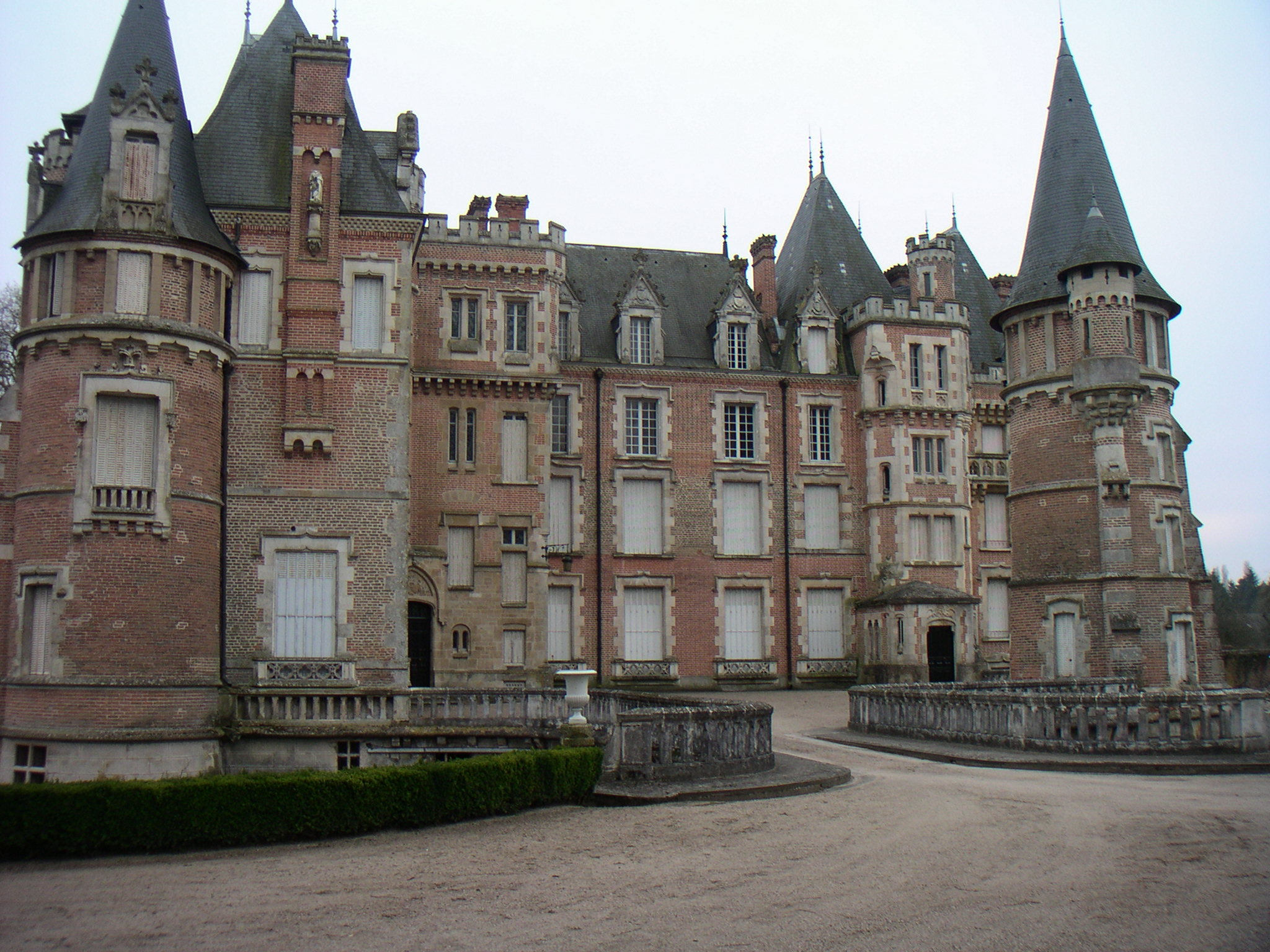
Schloss Combreux